# Салехи, Аббас
Аббас Салехи (перс. سید عباس صالحی‎; род. 1963, Мешхед) — иранский государственный и политический деятель.

## Биография

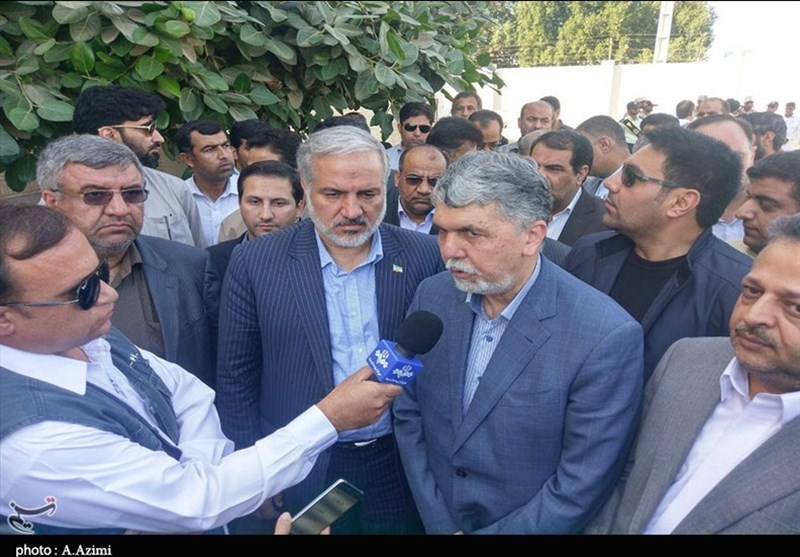
Аббас Салехи на похоронах жертв теракта в Чехбехаре в 2018 году

Родился в 1963 году в иранском городе Мешхед, остан Хорасан-Резави. Учёный, журналист и бывший министр культуры и исламской ориентации Ирана с 2017 по 2021 год. С 2013 по 2017 год являлся заместителем министра, а также исполнял обязанности министра культуры и исламской ориентации Ирана с 19 октября по 1 ноября 2016 года. 20 августа 2017 года был утверждён на должность министра культуры и исламской ориентации во второй администрации президента Ирана Хасана Рухани.
Является автором-соавтором современной 20-томной экзегетики Корана на персидском языке «Тафсир-Рахнама» и был членом совета попечителей по делам проповеди семинарии в Куме.